# محمد (نام)
محمد (عربی: مُحَمَّد) نامی مردانه با ریشه عربی به معنی ستایش شده است. این نام بزرگ یکی از رایج‌ترین نام‌ها در جهان اسلام است و به‌ویژه به دلیل نام اعظم پیامبر اسلام، از اهمیت ویژه‌ای برخوردار می باشد.

## ریشه و معنای نام
نام محمد از ریشه عربی «حمد» به معنای ستایش و تحسین گرفته شده است. این نام به معنای «ستایش شده» یا «کسی که بسیار ستوده می‌شود» است.

## محبوبیت و گسترش
نام محمد در بسیاری از کشورهای اسلامی و حتی غیراسلامی به‌ویژه در خاورمیانه، شمال آفریقا، و جنوب آسیا بسیار رایج است. در برخی کشورها مانند اندونزی، پاکستان، و بنگلادش، این نام یکی از پرکاربردترین نام‌های مردانه است.

## اهمیت فرهنگی و مذهبی
نام محمد به دلیل ارتباط با پیامبر اسلام، از جایگاه ویژه‌ای در فرهنگ و مذهب مسلمانان برخوردار است. این نام نه تنها به عنوان یک نام شخصی، بلکه به عنوان نمادی از احترام و تقدیس در جوامع اسلامی استفاده می‌شود. در بسیاری از کشورهای اسلامی، نام‌گذاری فرزندان به نام محمد نشان‌دهنده‌ی احترام به پیامبر اسلام و پیروی از سنت‌های دینی است.

## واژه‌شناسی
در واژه محمد به ترتیب حرف م اول دارای ضمه (مُ)، ح دارای فتحه (حَ)، م دوم مشدد و دارای فتحه (مَّ)، د نیز به ساکن ختم می‌شود، محمد اسم مفعول از باب تفعیل و از فعل حمد است، فعل حمد در عربی به معنای تشکر می‌باشد.

## دیگر معنا
ستودن، راضی شدن، شکر کردن، ادای حق کسی کردن، ستوده، به‌غایت ستوده، ستایش شده، آنکه خصال پسندیده وی بسیار است.

## فراوانی استفاده

### در کشورهای مسلمان
فراوانی استفاده از این نام به جهت اینکه نام پیامبر اسلام، یکی از سوره‌های قرآن و سه تن از امامان و نیز چندین تن از بزرگان دین محمد می‌باشد در بین مسلمانان از اهمیتی بیشتری برخوردار بوده و رواج بیشتری نیز دارد.

### در دیگر کشورها
روزنامه دیلی‌تلگراف چاپ لندن در گزارشی نام محمد را رایج‌ترین و محبوب‌ترین نام در میان مسلمانان انگلستان معرفی کرد.

همچنین پیش از این منابع دولتی انگلیس اعلام کردند: 
نام محمد در بررسی‌های اولیه در رتبه ۲۳ فهرست اسامی گذاشته شده بر روی نوزادان قرارگرفت، اما پس از جمع‌آوری ۱۴ نوع نوشتن این اسم، نام محمد در رتبه ۲ قرارگرفت.
براساس اعلام دفتر آمار ملی بریتانیا، نام محمد در صدر نام‌هایی است که مسلمانان بریتانیا برای کودکان تازه متولد شده خود انتخاب می‌کنند.

## جایگاه تاریخی
روزنامه النهار الجزایر طی گزارشی از کشف قدیمی‌ترین نسخه تورات کتاب مقدس یهودیان در بیت‌المقدس خبر داد.
به گزارش وب‌گاه شیعه‌نیوز به نقل از وب‌گاه تابناک در این تورات آیاتی دیده می‌شود که نام محمد را به عنوان منجی آخرالزمان نام برده‌است.

## نام‌های برگرفته شده
- جان‌محمد
- دوست‌محمد
- دین‌محمد
- زیبامحمد
- شاه‌محمد
- شیرمحمد
- عبدالمحمد
- علی‌محمد
- محمدامین
- محمدآئین
- محمدطاها
- محمدپارسا
- محمدتقی
- محمدجواد
- محمدحسن
- محمدحسین
- محمدرضا
- محمدسجاد
- محمدصالح
- محمدعلی
- محمدکیا
- محمدمهدی
- محمدنقی
- محمدهادی
- محمدیار
- یارمحمد
- امیر محمد

## افراد با نام محمد
افراد مختلفی با نام محمّد شناخته می‌شوند:
- محمد پنجم یا محمد رشاد پسر عبدالمجید و برادر عبدالحمید دوم
- محمد مؤمن کرمانی فرزند خواجه شهاب الدین عبدالله مروارید
- محمد خزائلی فرزند محمدرضا
- محمد خاتمی (خلبان) فرمانده نیروی هوایی شاهنشاهی ایران
- محمد البرادعی رئیس سابق آژانس بین‌المللی انرژی اتمی
- محمد نمازی فرزند حاج محمدحسن
- بیجه معروف به محمد بیجه
- محمد قزوینی
- محمد یکم سلطان محمد اول
- همسران و فرزندان محمد
- محمد ترمذی معروف به امام الترمذی، نویسندهٔ کتاب سنن ترمذی
- سید محمد تدین رئیس و استاد برجسته ادبیات عرب دانشگاه تهران
- محمد مکری نویسنده، شاعر، محقق و زبان‌شناس معاصر ایران
- محمد احمدیان معاون وزیر نیرو در امور برق در دولت سید محمد خاتمی و محمود احمدی‌نژاد
- محمد دارمی معروف به امام محمد الدارمی، نویسنده
- محمد بویری قاتل یکی از کارگردانان معاصر هلند به نام تئو ون گوگ
- محمد ایوبی داستان‌نویس ایرانی
- محمد نهاوندیان دبیر شورای عالی امنیت ملی ایران
- محمد ششم از سلطان‌های دوران انحلال امپراتوری عثمانی
- محمد در مکه
- محمد گلندام از نزدیکان حافظ
- سید محمد نوربخش خراسانی مؤسس طریقه نوربخشیه، صوفی قرن نهم هجری
- محمد خاکپور فوتبالیست پیشین و مربی فوتبال کنونی ایرانی
- محمد پروین بازیکن فوتبال اهل ایران
- محمد شمس محمد شمس آهنگ‌ساز و رهبر ارکستر ایرانی
- محمد زهری شاعر معاصر ایرانی
- محمد عباسی نماینده گرگان در مجلس هفتم و وزیر تعاون دولت محمود احمدی‌نژاد
- محمد سعیدی‌کیا
- محمد سلیمی وزیر دفاع و پشتیبانی نیروهای مسلح در دولت اول میرحسین موسوی
- محمد خوانساری استاد برجستهٔ فلسفه و منطق در دانشگاه
- کاتبی ترشیزی
- محمد قائد روزنامه‌نگار، نویسنده، مترجم و ویراستار ایرانی
- محمد پاکپور فرمانده نیروی زمینی سپاه پاسداران انقلاب اسلامی ایران
- محمد بن جریر طبری مورخ
- آغامحمدخان قاجار آغا محمد خان قاجار بنیان‌گذار دودمان قاجاریه در ایران
- محمد مارمادوک پیکتال اسلام‌شناس و یکی از مترجمین قرآن به زبان انگلیسی
- سید علی‌محمد دستغیب از مراجع تقلید شیعهٔ ایرانی
- میرمعزالدین محمد کاشانی از خوشنویسان و نستعلیق نویسان قرن دهم هجری
- محمد مؤمن عضو مجلس خبرگان رهبری
- محمد مهروان نگارگر و طراح تمبرهای ایران
- علی نقی ملقب‌به هادی دهمین امام شیعیان
- محمدهادی کاویانی کارگردان مستند، دستیار کارگردان
- بنددوز تبریزی از خوشنویسان قرن هشتم هجری
- محمد مهریار نویسنده، مترجم و محقق ایرانی
- میرغلام‌محمد غبار مورخ و آزادیخواه مشهور افغانستان
- ابوالعباس محمد راضی
- محمد منصوری بازیکن فوتبال اهل ایران
- محمد سهرابی اولین فرمانده نیروی انتظامی و آخرین فرمانده ژاندارمری ایران
- محمد بن عثمان دومین نایب از نواب خاصه
- محمد خشنودی از پژوهش گران و استادان رشته‌های مهندسی شیمی و پتروشیمی ایران
- محمد سعید پاشا سومین فرمانروای مصر در دوران عثمانی
- محمد قاضی (مترجم) از مترجمان برجسته دوره معاصر ایران
- محمد سگزی
- محمد سجادی از سیاست‌مدار ان دوران پهلوی
- محمد میرنقیبی آهنگساز، نوازندهٔ ویولون
- محمد همایون
- محمد پروین گنابادی
- ابوالعباس محمد معتمد خلیفه عباسی در بغداد
- محمد اسماعیل رضوانی پژوهشگر برجسته تاریخ و استاد سابق دانشگاه تهران
- محمد چرمشیر نمایشنامه‌نویس و مدرس تئاتر
- میرزا محمد داوری از خوشنویسان و شاعر ان قرن سیزدهم هجری
- محمد یونس بانکدار و اقتصاددان بنگلادشی
- سید محمد بهبهانی از مجتهد ان شیعه تهران و از مخالفان محمد مصدق در جریان نهضت ملی شدن نفت ایران
- معین‌الدین محمد اسفزاری از تاریخ نگاران، دانشمندان و خوشنویسان عصر تیموری در قرن نهم هجری
- ینار محمد فعال کمونیست عراقی
- حافظ شاعر بزرگ سده هشتم ایران و یکی از سخنوران نامی جهان
- محمد کامرانی
- محمد حقیقت یک کارگردان و منقد سینمای ایرانی
- علی‌محمد افغانی از نویسندگان نامدار ایرانی
- محمد شاه گورکانی از پادشاهان دوره مغول صغیر در امپراتوری گورکانیان هند
- محمد شیری بازیگر سینما، تلویزیون ایرانی.
- محمد درگاهی وزیر نظمیه و رئیس پلیس مقتدر دوران حکومت رضاشاه
- محمد الدره نوجوان ۱۲ ساله فلسطینی
- تقی محمد نهمین امام در مذهب شیعه اسماعیلی شاخه نزاری
- محمد امامی کاشانی نماینده مجلس خبرگان رهبری
- محمد اسلامی وزیر پست و تلگراف و تلفن
- محمدعلی رجایی سیاست‌مدار ایرانی
- محمد دحلان سیاست‌مدار فلسطینی
- محمد جهان‌آرا از فرماندهان سپاه پاسداران در جنگ ایران و عراق
- محمد مددپور نویسنده و محقق در زمینه فلسفه هنر و هنر اسلامی

### سیاست
- محمد مصدق دولت‌مرد والی و نماینده چند دوره مجلس شورای ملی و نخست‌وزیر ایران
- سید محمد خاتمی سیاست‌مدار و دانش‌پژوه روحانی و پنجمین رئیس‌جمهور ایران
- محمدداوودخان مؤسس دولت جمهوری و اولین رئیس‌جمهور افغانستان از ۱۳۵۲ تا ۱۳۵۷
- محمد مفتح روحانی و سیاست‌مدار ایرانی
- محمد بروجردی یکی از فرماندهان سپاه پاسداران انقلاب اسلامی
- محمد ری‌شهری معروف به ری‌شهری، حاکم شرع دادگاه‌های انقلاب اسلامی، دادگاه انقلاب ارتش
- محمد ظاهر شاه آخرین پادشاه افغانستان
- محمد مختاری (ابهام‌زدایی) در ماجرای قتل‌های زنجیره‌ای ترور شد
- محمد عبده از نخستین پایه‌گذاران فراماسونری در جهان عرب
- محمد سلیمانی وزیر ارتباطات و فناوری اطلاعات
- محمد مهرداد رهبر سازمان پرچمداران پان‌ایرانیسم
- محمد فرهادی وزیر فرهنگ و آموزش عالی در دولت دوم میرحسین موسوی
- محمد یگانه دولت‌مرد دوره محمد رضا شاه پهلوی
- محمد غرضی وزیر نفت در دولت میر حسین موسوی و وزیر پست و تلگراف و تلفن، در دولت اکبر هاشمی
- محمد حنیف‌نژاد از بنیان‌گذاران سازمان مجاهدین خلق ایران
- محمد نادر شاه پادشاه افغانستان
- محمد سلامتی دبیرکل سازمان مجاهدین انقلاب اسلامی ایران
- محمد ساعد سیاست‌مدار و چند دوره نخست‌وزیر ایران در دوره محمدرضا پهلوی
- محمد هاشمی رفسنجانی سیاست‌مدار ایرانی و عضو مجمع تشخیص مصلحت نظام
- مهاتیر محمد چهارمین نخست‌وزیر مالزی
- محمد شریعتمداری وزیر بازرگانی در دولت اول و دوم محمد خاتمی
- محمد عطریانفر روزنامه‌نگار و سیاست‌مدار ایران ی و عضو شورای مرکزی حزب کارگزاران سازندگی
- محمد اسماعیل‌خان از فرماندهان مجاهدین افغانستان در سال‌های جنگ علیه نیروهای شوروی و طالبان
- محمد توسلی عضو شورای مرکزی و رئیس دفتر سیاسی نهضت آزادی
- محمد ضیاءالحق رئیس‌جمهور و حکمران نظامی پاکستان

### ورزش
- هوار ملا محمد بازیکن فوتبال کرد تبار اهل عراق
- محمدعلی کلی به اشتباه محمد علی کِلِی نیز گفته می‌شود، مشت‌زن بازنشسته سنگین‌وزن و قهرمان
- محمد نصرتی بازیکن فوتبال ایرانی
- محمد صادقی از بازیکنان تیم ملی فوتبال ایران
- محمد احمدزاده مربی فوتبال
- محمد الدعیع دروازه‌بان فوتبال نامدار عربستان سعودی
- محمد مایلی‌کهن فوتبالیست پیشین و مربی فوتبال فعلی ایرانی
- محمد سیسوکو فوتبالیست اهل کشور مالی و عضو کنونی باشگاه پاریس سن ژرمن
- محمد صمیمی ورزشکار رشته پرتاب دیسک اهل ایران
- محمد علوی بازیکن فوتبال اهل ایران
- محمد اوراز کوهنورد ایرانی
- علیرضا محمد بازیکن فوتبال اهل ایران
- محمد پذیرایی کشتی‌گیر ایرانی است که به عنوان اولین مدال‌آور کشتی فرنگی

(سید محمد موسوی) والیبالیست (مدافع وسط) تیم ملی والیبال بزرگسالان ایران
محمد صلاح بازیکن فوتبال مسلمان باشگاه لیورپول اهل کشور مصر

### مذهب
- محمد پسر عبدالله پیامبر اسلام
- محمد منتظری از روحانیون ایران و فرزند حسینعلی منتظری بود.
- محمد مطهری روحانی ایرانی و هفتمین و آخرین فرزند مرتضی مطهری
- ابوحامد محمد غزالی فیلسوف، متکلم و فقیه ایرانی و یکی از بزرگ‌ترین مردان تصوف سدهٔ پنجم هجری
- محمد بن ادریس شافعی ملقب به أبو عبدالله، از علما اهل سنت
- محمد باقر ملقب به باقر نام امام پنجم شیعیان
- سید علی‌محمد باب ملقب به باب
- محمد تقی فرزند علی بن موسی و سبیکه (خیزران)، نهمین امام شیعیان
- قاضی محمد روحانی سنی مذهب و رهبر سیاسی جمعیت احیای کرد و جمهوری مهاباد
- محمد ربیعی نویسنده، مترجم، روحانی سنی مذهب کردتبار، قاری قرآن و از قربانیان قتل‌های زنجیره‌ای ایران
- محمد خیابانی از روحانیون آزادی‌خواه تبریز
- محمد یزدی فقیه و سیاست‌مدار ایران
- محمد محمدی اشتهاردی مفسر قرآن، نویسنده و محقق حوزه علمیه
- محمد فاضل لنکرانی یکی از مراجع تقلید شیعه ساکن در شهر قم
- محمد صدوقی امام جمعه یزد بود که توسط مجاهدین خلق ترور شد
- سید محمد طباطبایی از مجتهدان شیعه
- محمد بن عبدالوهاب بنیان‌گذار فرقه وهابیت
- شیخ کلینی رازی صاحب کتاب اصول کافی - از منابع چهارگانه حدیث نزد شیعه
- ابوجعفر محمد بن علی بن بابویه قمی صاحب کتاب من لایحضره الفقیه- از منابع چهارگانه حدیث نزد شیعه
- ابوجعفر محمد بن الحسن توسی صاحب دو کتاب التهذیب و الاستبصار - از منابع چهارگانه حدیث نزد شیعه

### تاریخ
- محمدشاه پسر عباس میرزا پادشاه سوم دودمان قاجار
- محمد (غزنوی) پسر محمود پادشاه دوم دودمان غزنوی [نیازمند منبع]
- محمد (غوری) پادشاه دودمان غوریان [نیازمند منبع]
- محمد دوم سلطان محمد دوم ملقب به محمد فاتح در ترکی هفتمین و بزرگترین پادشاه دولت عثمانی
- علاءالدین محمد خوارزمشاه پسر تکش خوارزمشاهی، نامدارترین پادشاه خوارزمشاهیان
- شاه محمد خدابنده فرزند تقریباً نابینای شاه طهماسب
- محمد خدابنده الجایتو سلطان محمد خدابنده اولجایتو یا الجایتو هشتمین از سلسله ایلخانان

### فرهنگ
- محمد معین استاد زبان فارسی و پدیدآورندهٔ فرهنگ معین
- مولوی از مشهورترین شاعران فارسی‌زبان ایرانی
- محمد دبیرسیاقی نویسنده، شاعر و استاد ادبیات فارسی از ارکان چهارگانهٔ بنیاد لغت‌نامهٔ دهخدا
- محمد عوفی تاریخ‌نگار، مترجم و ادیب ایرانی
- محمد فضولی شاعر و ادیب ترک
- محمد مسعود روزنامه‌نگار و رمان‌نویس ایرانی و مدیر روزنامه مردامروز
- محمد قوچانی روزنامه‌نگار اهل ایران
- محمد محمدعلی نویسنده معاصر ایرانی
- محمد حسام هروی ملقب به شمس الدین
- محمد حجازی نویسنده، رمان‌نویس، نمایشنامه‌نویس، مترجم، سیاست‌مدار و روزنامه‌نگار
- محمد حسینی نویسنده معاصر ایرانی
- محمد اردشیر استاد دانشکده ریاضی دانشگاه صنعتی شریف با گرایش منطق و ریاضیات شهودگرا
- محمد بخاری معروف به امام بخاری، نویسندهٔ کتاب صحیح بخاری
- محمد حقوقی شاعر و منتقد ادبی معاصر
- محمدجعفر پوینده مترجم، نویسنده و روشنفکر معاصر
- محمد متوسلانی هنرپیشه، فیلم‌نامه‌نویس، تهیه‌کننده و کارگردان ایرانی
- محمد فرخی یزدی از شاعران و روزنامه‌نگاران آزادی‌خواه و دموکرات
- محمد بهارلو نویسنده و روزنامه‌نگار ایرانی
- محمد مقدم زبان‌شناس و متخصص زبان‌های باستانی ایران
- سلطان محمد نور معروف به سلطان محمد نور یکی از خوشنویس ان ایران
- محمد ملکی اولین رئیس دانشگاه تهران بعد از پیروزی انقلاب ایران
- محمد شمس لنگرودی شاعر معاصر ایرانی و از اعضای کانون نویسندگان ایران
- محمد یعقوبی نمایش‌نامه‌نویس، کارگردان تئاتر و فیلم‌ساز ایرانی
- محمد احصایی از هنرمندان معاصر در عرصه خوشنویسی، گرافیک و نقاشی
- محمدعلی سپانلو شاعر و مترجم ایرانی

### هنر
- محمد اصفهانی خواننده پاپ و سنتی ایرانی متولد اصفهان
- سید محمد موسوی نوازندهٔ ایرانی نی
- محمد اسماعیلی نوازنده تنبک
- محمد نوری خوانندهٔ ایرانی
- محمد ماملی از خوانندگان ایرانی کرد
- محمد حیدری تکنواز سنتور و از ترانه سازان ایرانی با گرایش پاپ سنتی
- محمد رحمتی
- محمد مطیع بازیگر تآتر، سینما، تلویزیون ایرانی
- محمد کاسبی بازیگر ایرانی
- محمد قدسی سرپرست کمیته ملی المپیاد کامپیوتر ایران
- محمد علیزاده خواننده سبک پاپ ایرانی

### دانش
- زکریای رازی پزشک، فیلسوف و شیمی‌دان ایرانی
- محمد قریب از اولین پزشکان متخصص طب اطفال ایران
- محمد بن موسی خوارزمی از دانشمندان بزرگ ریاضی و ستاره‌شناس ایرانی
- محمد مولانی خر بزرگ ایرانی